# Julia Gajewski
Julia Gajewski (* 31. Oktober 1962 in Oberhausen) ist eine deutsche Basketballtrainerin und ehemalige -spielerin.

## Leben
Gajewski kam als Schülerin am Bertha-von-Suttner-Gymnasium mit dem Basketballsport in Berührung. Sie spielte später mit Oberhausen in der Damen-Basketball-Bundesliga und betreute bereits während ihrer Spielerlaufbahn Jugendmannschaften als Trainerin. Die Damen von NB Oberhausen führte sie als Trainerin von der Kreisliga bis in die Bundesliga (Zweitligaaufstieg im Jahr 1999, Erstligaaufstieg im Jahr 2002). Nachdem sie eine Pause von rund zweieinhalb Jahren eingelegt hatte, betreute die hauptberuflich als Lehrerin für Sport und Pädagogik in Essen beschäftigte Gajewski ab 2004 erneut NB Oberhausen in der Bundesliga. Sie bildete dabei eine „Doppelspitze“ mit John Bruhnke, trug aber eigener Aussage nach mit 51:49 Prozent die Hauptverantwortung. Im Spieljahr 2004/05 wurde Oberhausen unter Gajewskis und Bruhnkes Leitung deutscher Vizemeister sowie 2008 und 2009 Dritter. 2005 wurden Gajewski und Bruhnke als Trainer des Jahres der Damen-Bundesliga ausgezeichnet. Zusätzlich war sie Kadertrainerin beim Westdeutschen Basketball Verband und in den Jahren 2008 sowie 2009 Bundestrainerin für die weibliche U20-Auswahl des Deutschen Basketball-Bundes. Nach dem Ende der Saison 2008/09 zog sie sich als Cheftrainerin Oberhausens zurück und fungierte fortan als Co-Trainerin, kehrte aber im November 2009 ins Amt zurück, als sich der Verein von Bruhnke als Trainer getrennt hatte. Gajewski führte NB Oberhausen 2012 zum Gewinn des deutschen Pokalwettbewerbs, im selben Jahr beendete sie ihre Trainertätigkeit, engagierte sich aber weiterhin im Vereinsvorstand. 2013 wurde sie Leiterin der Gesamtschule Bockmühle in Essen-Altendorf.